# Grubbiaceae
Grubbiaceae es una familia de plantas fanerógamas endémicas de Sudáfrica. La familia incluye cinco especies de arbustos en dos géneros.

## Taxonomía
La familia fue descrita por Engl. ex Meisn. y publicado en Plantarum vascularium genera secundum ordines ... 1: 323, 2: 239. 1841. El género tipo es: Grubbia P.J. Bergius.

## Géneros
- Grubbia
- Strobilocarpus